# Триизмерен печат
Триизмерният печат или 3D печат е съвременна технология за печат (изработка) на триизмерен твърд предмет с произволна форма с помощта на цифров модел. Реализира се като адитивен процес, като се нанасят последователни слоеве от материала, така че да оформят искания предмет. В този смисъл триизмерният печат е коренно различен от традиционните техники, при които за оформяне на искания предмет обикновено се отнема материал (например рязане и струговане).
Триизмерният печат се основава на цифрови технологии. Първият работещ триизмерен принтер е създаден през 1984 от Чък Хъл. От началото на 21 век се наблюдава увеличение в продажбите на тези принтери и спад на цената им.
Триизмерният печат намира приложение както при изработката на прототипи, така и в редовното производство в секторите архитектура, строителство, автомобилна индустрия, самолетостроене, биотехнологии, мода и др.
Благодарение на технологията с отворен код за FDM принтиране, любители и професионалисти създават 3D принтери, работещи с всякакви материали, като шоколад, метал, дори пясък.

## История

### Терминология и методи
Първото оборудване и материали за адитивно производство (АП) са разработени през 80-те години на миналия век. През 1981 г. Hideo Kodama от Общинския индустриално-проучвателен институт в Нагоя изобретил два метода за АП производство на триизмерни пластмасови модели с помощта на фото-втвърдяващ се полимер и контрол на зоната изложена на ултравиолетови лъчи чрез налагане на шаблон, или чрез сканиращ оптичен трансмитер. След това, през 1984 г., Чък Хъл (Chuck Hull) от 3D Systems Corporation, разработва система за прототипи, базирана на този процес, известен под името стереолитография, при който добавяните слоеве от фотополимери се втвърдяват чрез лазери с ултравиолетова светлина. Хъл дефинира процеса като „система за генериране на триизмерни предмети чрез създаване на профилен модел на обекта, който ще се изработва“, но това вече е изобретено от Kodama. Приносът на Hull е дизайна на файловия формат STL (STereoLithography), който е широко приет от 3D софтуера за принтиране, както и стратегиите за цифровото разрязване и запълване, широко използвани днес в много процеси. Първоначално, терминът 3D принтиране се е отнасял за процес, при който са се използвали стандартни и обикновени мастиленоструйни принтиращи глави. Днес технологията, използвана от повечето 3D принтери (особено моделите, свързани с хобита и потребителски ориентирани), е моделиране чрез отлагане на материал, специално приложение за екструдиране на пластмаса.
АП процесите за синтероване или стапяне на метал (като например селективно лазерно синтероване, директно лазерно синтероване на метал и селективно лазерно стапяне) обикновено са били известни под собствените им имена през 80-те и 90-те години на XX век. Почти цялото металообработващо производство по това време е използвало технологиите на изливане, формоване, щанцоване и машинна обработка; въпреки че при тях е имало голяма доза автоматизация (като например роботизирано заваряване и CNC), идеята за инструмент или работна глава движеща се по триизмерни очертания на предмета и трансформирайки заготовката от изходен материал в желаната форма слой по слой, повечето хора свързвали единствено с процеси, които отстранявали метал (вместо да го добавят), като например CNC фрезоване, CNC електроерозийна обработка и много други. Но синтероването от АП тип започнало да поставя под въпрос тази догма. До средата на 90-те години на XX век в университетите Stanford University и Университет „Карнеги Мелън“ са разработени нови технологии за отлагане на материал, включително микролеене и нанасяне на материали чрез пръскане.
Широкото понятие адитивно производство набира по-широка популярност през първото десетилетие след 2000 г., когато различните добавъчни процеси се развиват все повече и става ясно, че много скоро отстраняването на метал няма да бъде единственият металообработващ процес, извършван при този вид контрол (инструмент или глава, които се движат по триизмерните контури на заготовката, трансформиращи масата от изходен материал в желаната форма, слой по слой). Именно през това десетилетие се появява терминът отнемащо производство като ретроним за голяма група машинни процеси, при които отстраняването на метал е тяхна обединяваща идея. Въпреки това, по това време, терминът 3D принтиране все още се използва само за полимерни технологии от повечето хора, а терминът АП по-скоро се използва в контекста на металообработването, отколкото от хора, занимаващи се активно с полимерни/ мастленоструйни / стереолитографски технологии. Терминът отнемащ не заместил термина машинна обработка, а по-скоро го допълвал, когато бил нужен термин, обозначаващ всякакъв вид технология за отстраняване на материал.
В първите години след 2010 г., термините 3D принтиране и адитивно производство развиват нов смисъл, при който те стават синоними на широкото понятие, обхващащо всички AП технологии. Въпреки че това е отклонение от техния по-ранен и по-тесен технически смисъл, то отразява простия факт, че всички технологии споделят общата идея за последователно и послойно добавяне/съединяване на материал, следвайки триизмерния профил на заготовката, при автоматизиран контрол. Други термини, които се появяват и които обикновено се използват като синоними на AП (въпреки че понякога са хиперними), са десктоп производство, бързо производство (като логичния наследник на производствено ниво на бързото прототипиране) и производство по заявка (което отразява принтирането по заявка в смисъла на двуизмерно принтиране). Десетилетието след 2010 г. е първото, през което се изграждат метални части, като например опори за двигатели и големи гайки (както преди, така и вместо машинна обработка) в рамките на единично производство, вместо да бъдат задължително обработвани на машина от прътови заготовки или плочи.

### Приложения
AП технологиите намират своите приложения в първите години след 1980 г. в сферата на разработката на продукти, визуализирането на данни, бързо прототипиране и специализираното производство. Тяхното навлизане в производството (единично производство, серийно производство и разпределено производство) се развиват през следващите десетилетия. За първи път, през първите години след 2010 г. ролята на тези технологии в индустриалното металообработващо производство постига значителен размах. От началото на XXI век е постигнат голям растеж в продажбите на AП машини и техните цени значително намаляват. Според консултантската компания Wohlers Associates, пазарът за 3D принтери и услуги в световен мащаб през 2012 г. се оценява на 2.2 милиарда щ.д., като бележи ръст с 29% повече от 2011 г. AП технологиите имат много приложения, включително архитектура, строителство (AEC), индустриален дизайн, автомобилостроене, авиокосмическата промишленост, военната промишленост, машиностроенето, зъболекарска и медицинска индустрия, биотехнологии (подмяна на човешки тъкани), мода, обувки, бижута, очила, образование, хранителна промишленост и още много други сфери.
През 2005 г. се създава бързоразвиващ се пазар с въвеждането на проектите с отворен код RepRap и Fab@Home, предназначени за хора с хобита и домашно приложение. На практика, всички 3D принтери за домашно приложение, продадени към днешна дата, ползват технологията на проекта RepRap и съответните софтуерни инициативи с отворен код. Едно изследване е установило, че 3D принтерите може да се превърнат в масов продукт, който да позволява на потребителите да пестят средства за закупуването на обичайните предмети за домакинството. Например, вместо да купи даден предмет, произведен фабрично чрез инжекционно формоване от магазина (като например мерителна чаша или фуния), човек може да си го отпечата вкъщи по изтеглен от мрежата триизмерен модел.

## Основни принципи

### Моделиране
3D моделите могат да се създадат с computer aided design (CAD), чрез 3D скенер или обикновена камера и специализиран софтуер за измерване дистанцията и големината на обектите на снимката. Процесите при подготовката на информацията за 3D изображението са подобни на тези при създаването на скулптура. Анализира се информацията относно формата и местоположението на обектите. На базата на тази информация може да бъде създаден триизмерен образ на сканирания обект. Независимо от използвания софтуер за моделиране на обекта, моделът (най-често в .skp, .dae, .3ds формат) трябва да бъде конвертиран в .STL или .OBJ формат. За да може софтуерът отговорен за принтирането да може да прочете информацията.

### Принтиране
Преди да бъде принтиран модела от STL файла, той трябва да бъде проверен за грешки, и ако бъдат намерени, да се отстранят. Това се отнася най-вече за моделите, получени чрез 3D скенер, при който най-често се получават грешки. Те могат да бъдат от най-различен характер: свързани с изображението – части от обекта, които не са свързани помежду си, липсващи части от изображението и др. Тези грешки могат да бъдат поправени чрез специализиран софтуер – netfabb, Meshmixer, Cura и Slic3r.
След това STL файла трябва да бъде „нарязан“ от софтуер, който преобразува модела на много тънки слоеве и създава G-code файл съдържаш специфични инструкции за използвания тип 3D принтер. Тогава този G-code файл може да бъде принтиран (софтуерът отговорен за това зарежда G-code и изпраща инструкции към принтера). Често софтуерът за нарязване е включен в основния пакет който е към принтера. Има няколко безплатни програми Skeinforge, Slic3r и Cura, както и платени Simplify3D and KISSlicer.
Често използвана програма е GCode viewer. Тя позволява да се проследи пътя на дюзите на принтера. Така потребителя може да промени G-code и да принтира обекта по различен начин, както и да спести от необходимия материал за принтирането.
Спрямо подадените му инструкции принтера последователно полага материала слой по слой. По този начин моделът се създава от наслагването на многото на брой слоеве. Използваните материали могат да бъдат пластмаса, пясък, метал, дори шоколад. Тези слоеве представляват сеченията на обекта от CAD модела, свързани помежду си за да обазуват формата на крайния обект. В зависимост големината и сложността на обекта този процес може да отнеме от минути до дни. Предимството на този начин на принтиране е че може да бъде създадена почти всяка възможна форма.
От резолюцията на принтера зависи колко тънък може да бъде всеки един слой и детайлността на обекта (имерва се в точки на инч (DPI) или микрометри (µm)). Обикновено 1 слой е около 100 µm (250 DPI), въпреки че някои принтери могат да достигнат и до 16 µm (1600 DPI). Което е сравнимо с резолюцията на един лазерен принтер. Отделните частици (3D точките) са от 500 до 100 µm(510 до 250 DPI) в диаметър.
Изграждането на модел със съвременни техники може да отнеме от няколко часа до дни, в зависимост от използваните методи, големината и сложността му. Използването на няколко машини може да намали значително необходимото време, въпреки че отново зависи до голяма степен от типа на машините, размерите и броя на моделите, които се изпълняват едновременно.

### Завършваща фаза
Въпреки че за много приложения резолюцията на принтера е напълно достатъчна, тя може да се повиши значително чрез използването на процес по премахването на остатъчния материал от първоначалното принтиране.
Някои полимери позволяват изглаждане на повърхността чрез изпаренията на различни химикали.
Съществуват техники, с които може да се използват няколко материала при изработването на модела. Така той може да бъде принтиран в различни цветове или комбинации от цветове без да е нужно да бъде боядисван.

## Принтери

### Промишлено приложение
От края на октомври 2012 г. Stratasys произвеждат системи, вариращи от $2000 до $500 000, предназначени за различни индустрии: авиация, архитектура, автомобилостроене, отбрана, както и за стоматологията. Например General Electric използва модел от най-висок клас за направата на части за турбини. Една от най-важните области на приложение е медицината, като към 2015 година изготвянето на дентални импланти и части за слухови апарати на 3D принтери се превръща в норма.

### Домашно приложение
Няколко проекта и компании разработват достъпни 3D принтери за домашна употреба. Голяма част от тази дейност се движи от (и е предназначена за) ентусиасти „направи си сам“, с допълнителна помощ от научните и хакерските среди.
RepRap е един от най-дълго работещите проекти в десктоп категорията. ReRap проектът цели да произведе безплатен и отворен хардуерен код за 3D принтери, който е способен да направи копие на себе си чрез печатане на много от своите собствени (пластмасови) части за създаване на повече машини.RepRaps е способен също да отпечатва платки и метални части.
Цената на 3D принтерите спада драстично от 2010 г., машините които преди са стрували $20 000, сега струват по-малко от $1000. Така например през 2013 г. няколко фирми и физически лица продават части за направата на различни видове RepRap, с начална цена започваща от около $500. Проектът с отворен код Fab@Home е разработил принтери за обща употреба с всичко, което може да се създаде, от шоколад до силиконов уплътнител и химически реагенти.
През 2016 г. са продадени 500 000 3D принтера.
През 2019 г. този брой се очаква да бъде 5.6 млн.
Броя на продадените 3D принтери се очаква да се удвоява всяка година.

### Големи 3D принтери
Големите 3D принтери са били създадени за промишлена, образователна и демонстративна употреба. Голям делта-стил 3D принтер е бил създаден през 2014 от SeeMeCNC. Принтерът е способен да създаде обект с диаметър до 1,2 метра и 3 метра височина. Той също така използва пластмасови пелети вместо типичните пластмасови нишки, използвани в други 3D принтери.
Друг тип голям принтер е Big Area Additive Manufacturing (BAAM). Целта му е да произведе принтери които могат да създадат голям обект с бързи темпове. BAAM машината на Cincinnati Incorporated може да произведе обект със скорост от 200 до 500 пъти по-бързо от типичните 3D принтери от 2014 г. Lockheed Martin разработват друга BAAM машина, която има за цел да принтира дълги до 30 метра обекти, за да бъдат използвани в космическата промишленост.